# Calvatia
Calvatia is een geslacht van schimmels uit de familie Lycoperdaceae. De wetenschappelijke naam is gepubliceerd in 1849 door Elias Magnus Fries. 
Veel soorten kunnen worden gegeten, maar een aantal kunnen beter worden vermeden vanwege hun onaangename smaak, zoals Calvatia fumosa.

## Soorten
Volgens Index Fungorum telt het geslacht 67 soorten (peildatum februari 2023):
| Soortnaam                        | Auteur(s)                                                              | Publicatiejaar |
| -------------------------------- | ---------------------------------------------------------------------- | -------------- |
| Calvatia agaricoides             | Dissing & M. Lange                                                     | 1962           |
| Calvatia ahmadii                 | Khalid & S.H. Iqbal                                                    | 2004           |
| Calvatia aniodina                | Pat.                                                                   | 1912           |
| Calvatia arctica                 | Ferd. & Winge                                                          | 1910           |
| Calvatia argentea                | (Berk.) Kreisel                                                        | 1992           |
| Calvatia baixaverdensis          | R.L. Oliveira, R.J. Ferreira, P. Marinho, M.P. Martín & Baseia         | 2020           |
| Calvatia bellii                  | (Peck) M. Lange                                                        | 1990           |
| Calvatia bicolor                 | (Lév.) Kreisel                                                         | 1992           |
| Calvatia boninensis              | S. Ito & S. Imai                                                       | 1939           |
| Calvatia booniana                | A.H. Sm.                                                               | 1964           |
| Calvatia borealis                | T.C.E. Fr.                                                             | 1914           |
| Calvatia brasiliensis            | R.J. Ferreira, R.L. Oliveira, B.D.B. Silva, M.P. Martín & Baseia       | 2019           |
| Calvatia caatinguensis           | R.L. Oliveira, R.J. Ferreira, B.D.B. Silva, M.P. Martín & Baseia       | 2018           |
| Calvatia candida                 | (Rostk.) Hollós                                                        | 1902           |
| Calvatia capensis                | (Lloyd) J.C. Coetzee, Eicker & A.E. van Wyk                            | 2003           |
| Calvatia connivens               | M. Lange                                                               | 1990           |
| Calvatia craniiformis            | (Schwein.) Fr. ex De Toni                                              | 1888           |
| Calvatia cretacea                | (Berk.) Lloyd                                                          | 1917           |
| Calvatia crucibulum              | (Mont.) Kreisel                                                        | 1992           |
| Calvatia cyathiformis            | (Bosc) Morgan                                                          | 1890           |
| Calvatia flava                   | (Massee) Kreisel                                                       | 1992           |
| Calvatia friabilis               | (G. Moreno, Altés, C. Ochoa & J.E. Wright) G. Moreno, Altés & C. Ochoa | 2006           |
| Calvatia fulvida                 | Sosin                                                                  | 1952           |
| Calvatia fusca                   | (G. Cunn.) Grgur.                                                      | 1997           |
| Calvatia gardneri                | (Berk.) Lloyd                                                          | 1904           |
| Calvatia gigantea (Reuzenbovist) | (Batsch) Lloyd                                                         | 1904           |
| Calvatia guzmanii                | C.R. Alves & Cortez                                                    | 2012           |
| Calvatia holothuroides           | Rebriev                                                                | 2013           |
| Calvatia horrida                 | M. Lange                                                               | 1990           |
| Calvatia incerta                 | Bottomley                                                              | 1948           |
| Calvatia kakavu                  | (Zipp. ex Lév.) Overeem                                                | 1927           |
| Calvatia lacerata                | A.H. Sm.                                                               | 1964           |
| Calvatia lachnoderma             | Pat.                                                                   | 1907           |
| Calvatia lilacina                | (Mont. & Berk.) Henn.                                                  | 1904           |
| Calvatia lloydii                 | Zeller & Coker                                                         | 1947           |
| Calvatia lycoperdoides           | Kościelny & Wojt.                                                      | 1935           |
| Calvatia macrogemmae             | Lloyd                                                                  | 1923           |
| Calvatia natarajanii             | Senthil. & C. Ravindran                                                | 2018           |
| Calvatia nipponica               | Kawam. ex Kasuya & Katum.                                              | 2008           |
| Calvatia nodulata                | Alfredo & Baseia                                                       | 2014           |
| Calvatia nordestina              | R.L. Oliveira, R.J. Ferreira, P. Marinho, M.P. Martín & Baseia         | 2021           |
| Calvatia oblongispora            | V.L. Suárez, J.E. Wright & Calonge                                     | 2009           |
| Calvatia occidentalis            | Lloyd                                                                  | 1915           |
| Calvatia ochrogleba              | Zeller                                                                 | 1947           |
| Calvatia olba                    | Grgur.                                                                 | 1997           |
| Calvatia olivacea                | (Cooke & Massee) Lloyd                                                 | 1905           |
| Calvatia owyheensis              | A.H. Sm.                                                               | 1964           |
| Calvatia pachydermica            | (Speg.) Kreisel                                                        | 1992           |
| Calvatia pallida                 | A.H. Sm.                                                               | 1964           |
| Calvatia paradoxa                | A.H. Sm.                                                               | 1964           |
| Calvatia polygonia               | A.H. Sm.                                                               | 1964           |
| Calvatia primitiva               | Lloyd                                                                  | 1904           |
| Calvatia pseudolilacina          | (Speg.) Speg.                                                          | 1918           |
| Calvatia pygmaea                 | (R.E. Fr.) Kreisel, G. Moreno, C. Ochoa & Altés                        | 1998           |
| Calvatia pyriformis              | (Lév.) Kreisel                                                         | 1992           |
| Calvatia rosacea                 | Kreisel                                                                | 1989           |
| Calvatia rubrotincta             | Zeller                                                                 | 1947           |
| Calvatia rugosa                  | (Berk. & M.A. Curtis) D.A. Reid                                        | 1977           |
| Calvatia sculpta                 | (Harkn.) Lloyd                                                         | 1904           |
| Calvatia septentrionalis         | M. Lange                                                               | 1990           |
| Calvatia sporocristata           | Calonge                                                                | 2003           |
| Calvatia subtomentosa            | Dissing & M. Lange                                                     | 1962           |
| Calvatia tatrensis               | Hollós                                                                 | 1901           |
| Calvatia tropicalis              | (Speg.) Speg.                                                          | 1918           |
| Calvatia turneri                 | (Ellis & Everh.) Demoulin & M. Lange                                   | 1990           |
| Calvatia vinosa                  | Kasuya & Retn.                                                         | 2006           |
| Calvatia violascens              | (Cooke & Massee) R.T. Baker                                            | 1907           |